# 이야기쇼 두드림
《이야기쇼 두드림》(영어: Do Dream)은 2011년 11월 12일부터 2013년 6월 5일까지 방송되었던 텔레비전 프로그램이다.

## 기획 의도
대중들이 닮고 싶은 이 시대의 멘토들을 초대하여 두드림 특강을 통해서 젊은이들에게 전하는 이야기를 듣고 우리 인생의 참된 화법을 찾는다.

## 역대 진행자
- 1기 : 황석영, 이장호, 송승환 (1회 ~ 22회), 신해철, 김용만
- 2기 : 김용만 (23회 ~ 62회), 노홍철, 김C, 이해영 (23회 ~ 64회)
- 3기 : 김구라, 조영남, 조우종, 조주희 (65회 ~ 73회)

## 방송 시간
| 방송 채널 | 방송 기간                          | 방송 시간                            |
| --------- | ---------------------------------- | ------------------------------------ |
| KBS 2TV   | 2011년 11월 12일 ~ 2012년 3월 31일 | 매주 토요일 밤 10시 5분 ~ 11시 5분   |
| KBS 2TV   | 2012년 4월 7일 ~ 2013년 5월 11일   | 매주 토요일 밤 10시 25분 ~ 11시 25분 |
| KBS 2TV   | 2013년 5월 15일 ~ 2013년 6월 5일   | 매주 수요일 밤 11시 20분 ~ 12시 30분 |

## 방영 목록

### 2011년
| 회차 | 방송일    | 출연자              | 출연자               |
| ---- | --------- | ------------------- | -------------------- |
| 1회  | 11월 12일 | 두드림 특강         | 박웅현 (광고인)      |
| 1회  | 11월 12일 | 질문있어요          | 박휘순, 호란         |
| 2회  | 11월 19일 | 두드림 특강         | 이지성 (작가)        |
| 2회  | 11월 19일 | 질문있어요          | 알렉스, 최은경       |
| 3회  | 11월 26일 | 두드림 특강         | 허각 (가수)          |
| 3회  | 11월 26일 | 질문있어요          | 윤형빈, 이지연 (1편) |
| 4회  | 12월 3일  | 두드림 특강         | 김성주 (방송인)      |
| 4회  | 12월 3일  | 질문있어요          | 윤형빈, 이지연 (2편) |
| 5회  | 12월 10일 | 원더걸스(음악 그룹) | 원더걸스(음악 그룹)  |
| 6회  | 12월 17일 | 박신양(배우)        | 박신양(배우)         |

### 2012년
| 회차 | 방송일    | 출연자                 | 출연자                 |
| ---- | --------- | ---------------------- | ---------------------- |
| 7회  | 1월 7일   | 김병만(희극 배우)      | 김병만(희극 배우)      |
| 8회  | 1월 14일  | 션(가수)               | 션(가수)               |
| 9회  | 1월 28일  | 박미선(희극 배우)      | 박미선(희극 배우)      |
| 10회 | 2월 4일   | 두드림 특강            | 강성태 (기업인)        |
| 10회 | 2월 4일   | 질문이슈               | 송은이, 설수현         |
| 11회 | 2월 11일  | 두드림 특강            | 장윤정 (가수)          |
| 11회 | 2월 11일  | 질문이슈               | 고영욱, 김지혜         |
| 12회 | 2월 18일  | 두드림 특강            | 손숙 (배우)            |
| 12회 | 2월 18일  | 질문이슈               | 김원효, 김보민         |
| 13회 | 2월 25일  | 두드림 특강            | 차은택 (영상물 감독)   |
| 13회 | 2월 25일  | 질문이슈               | 안혜경, 지상렬         |
| 14회 | 3월 3일   | 용감한 형제 (작곡가)   | 용감한 형제 (작곡가)   |
| 15회 | 3월 10일  | 용감한 형제 (작곡가)   | 용감한 형제 (작곡가)   |
| 16회 | 3월 17일  | 두드림 특강            | 변영주 (영화 감독)     |
| 16회 | 3월 17일  | 질문이슈               | 신봉선, 케이윌         |
| 17회 | 3월 24일  | 두드림 특강            | 2AM (음악 그룹)        |
| 17회 | 3월 24일  | 질문이슈               | 손숙, 아이유           |
| 18회 | 3월 31일  | 두드림 특강            | 이소연 (우주인)        |
| 19회 | 4월 7일   | 질문이슈               | 홍록기, 토니안         |
| 20회 | 4월 14일  | 두드림 특강            | 윤석화 (배우)          |
| 20회 | 4월 14일  | 질문이슈               | 박상민, 양세형, 이준   |
| 21회 | 4월 21일  | 두드림 특강            | 혜민스님 (종교인)      |
| 21회 | 4월 21일  | 질문이슈               | 김진표, 신보라         |
| 22회 | 4월 28일  | 두드림 특강            | 이근철 (교육인)        |
| 22회 | 4월 28일  | 질문이슈               | 씨스타                 |
| 23회 | 5월 5일   | 두드림 특강            | 표창원 (범죄심리학자)  |
| 23회 | 5월 5일   | 두드림 상담소          | 김수용, 정주리         |
| 24회 | 5월 12일  | 두드림 특강            | 배두나 (배우)          |
| 24회 | 5월 12일  | 두드림 상담소          | 허경환, 포미닛         |
| 25회 | 5월 19일  | 울랄라 세션(음악 그룹) | 울랄라 세션(음악 그룹) |
| 26회 | 5월 26일  | 두드림 특강            | 장서희 (배우)          |
| 26회 | 5월 26일  | 소울 푸드              | 안선영, 수지           |
| 27회 | 6월 2일   | 두드림 특강            | 곽경택 (영화 감독)     |
| 27회 | 6월 2일   | 소울 푸드              | 동호                   |
| 28회 | 6월 9일   | 두드림 특강            | 김수영 (기업인)        |
| 28회 | 6월 9일   | 소울 푸드              | 예은, 소희             |
| 29회 | 6월 16일  | 이종범(체육인)         | 이종범(체육인)         |
| 30회 | 6월 23일  | 소울 푸드              | 이봉원                 |
| 31회 | 6월 30일  | 두드림 특강            | 컬투 (희극 배우)       |
| 31회 | 6월 30일  | 소울 푸드              | 김대희                 |
| 32회 | 7월 7일   | 두드림 특강            | 손미나 (소설가)        |
| 32회 | 7월 7일   | 소울 푸드              | 이특                   |
| 33회 | 7월 14일  | 구자철(축구 선수)      | 구자철(축구 선수)      |
| 34회 | 7월 21일  | 소울 푸드              | 박규리, 니콜           |
| 35회 | 8월 18일  | 진종오(사격 선수)      | 진종오(사격 선수)      |
| 36회 | 8월 25일  | 송대남(유도 선수)      | 송대남(유도 선수)      |
| 37회 | 9월 1일   | 두드림 특강            | 김기덕 (영화 감독)     |
| 37회 | 9월 1일   | 소울 푸드              | 이정진                 |
| 38회 | 9월 8일   | 두드림 특강            | 김태원 (가수)          |
| 38회 | 9월 8일   | 소울 푸드              | 박완규, 손진영         |
| 39회 | 9월 15일  | 두드림 특강            | 혜박 (모델)            |
| 39회 | 9월 15일  | 소울 푸드              | 임슬옹                 |
| 40회 | 9월 22일  | 스티브 김(사업가)      | 스티브 김(사업가)      |
| 41회 | 10월 6일  | 두드림 특강            | 동방신기 (음악 그룹)   |
| 41회 | 10월 6일  | 소울 푸드              | 은혁, 규현             |
| 42회 | 10월 13일 | 신지애(골프 선수)      | 신지애(골프 선수)      |
| 43회 | 10월 20일 | 두드림 특강            | 이윤석 (희극 배우)     |
| 43회 | 10월 20일 | 소울 푸드              | 김준호, 윤형빈         |
| 44회 | 10월 27일 | 두드림 특강            | 나승연 (대변인)        |
| 44회 | 10월 27일 | 소울 푸드              | 존 박                  |
| 45회 | 11월 10일 | 두드림 특강            | 주현미 (가수)          |
| 45회 | 11월 10일 | 소울 푸드              | 이홍기                 |
| 46회 | 11월 17일 | 두드림 특강            | 김영식 (기업인)        |
| 46회 | 11월 17일 | 소울 푸드              | 장동민                 |
| 47회 | 11월 24일 | 두드림 특강            | 정준호 (배우)          |
| 47회 | 11월 24일 | 소울 푸드              | 황광희                 |
| 48회 | 12월 1일  | 두드림 특강            | 김범수 (가수)          |
| 48회 | 12월 1일  | 소울 푸드              | 허각, 알리             |
| 49회 | 12월 8일  | 김조광수(영화 감독)    | 김조광수(영화 감독)    |
| 50회 | 12월 15일 | 김수림(기업인)         | 김수림(기업인)         |

### 2013년
| 회차 | 방송일   | 출연자             | 출연자             |
| ---- | -------- | ------------------ | ------------------ |
| 51회 | 1월 5일  | 김용옥 (철학자)    | 김용옥 (철학자)    |
| 52회 | 1월 12일 | 김용옥 (철학자)    | 김용옥 (철학자)    |
| 53회 | 1월 19일 | 두드림 특강        | 나경원 (정치인)    |
| 53회 | 1월 19일 | 소울 푸드          | 김태원             |
| 54회 | 1월 26일 | 두드림 특강        | 이인화 (소설가)    |
| 54회 | 1월 26일 | 소울 푸드          | 양세형             |
| 55회 | 2월 2일  | 석지영(교수)       | 석지영(교수)       |
| 56회 | 2월 9일  | 두드림 특강        | 이애란 (교수)      |
| 56회 | 2월 9일  | 소울 푸드          | 박영심, 이서윤     |
| 57회 | 2월 16일 | 두드림 특강        | 김영하 (소설가)    |
| 57회 | 2월 16일 | 소울 푸드          | 이적               |
| 58회 | 2월 23일 | 박서원(광고인)     | 박서원(광고인)     |
| 59회 | 3월 2일  | 두드림 특강        | 이장희 (가수)      |
| 59회 | 3월 2일  | 소울 푸드          | 김완선             |
| 60회 | 3월 9일  | 문훈숙(발레리나)   | 문훈숙(발레리나)   |
| 61회 | 3월 16일 | 천종호(판사)       | 천종호(판사)       |
| 62회 | 3월 23일 | 데니스 홍(공학자)  | 데니스 홍(공학자)  |
| 63회 | 3월 30일 | 자니 윤(희극 배우) | 자니 윤(희극 배우) |
| 64회 | 4월 6일  | 두드림 특강        | 정성화 (배우)      |
| 64회 | 4월 6일  | 소울 푸드          | 이창민             |
| 65회 | 4월 13일 | 김장훈(가수)       | 김장훈(가수)       |
| 66회 | 4월 20일 | 송창식(가수)       | 송창식(가수)       |
| 67회 | 4월 27일 | 송창식(가수)       | 송창식(가수)       |
| 68회 | 5월 4일  | 김준호(희극 배우)  | 김준호(희극 배우)  |
| 69회 | 5월 11일 | 스페셜             | 스페셜             |
| 70회 | 5월 15일 | 패티 김(가수)      | 패티 김(가수)      |
| 71회 | 5월 22일 | 박해미(배우)       | 박해미(배우)       |
| 72회 | 5월 29일 | 조재현(배우)       | 조재현(배우)       |
| 73회 | 6월 5일  | 허참(방송인)       | 허참(방송인)       |